# Kyrre
Kyrre är ett mansnamn av fornnordiskt ursprung. Namnet var ursprungligen ett tillnamn bildat från adjektivet kyrr, som betyder ’lugn’ eller ’stillsam’.
Namnet togs i bruk som förnamn i Norge under slutet av 1800-talet och det är också mycket vanligare i Norge än i andra länder i Skandinavien. Den 1 januari 2011 fanns det 936 män i Norge som hette Kyrre. Motsvarande siffra i Sverige var 22 män, varav 12 med namnet som tilltalsnamn. Vid samma tidpunkt fanns det endast 4 namnbärare i Danmark.
Namnsdag: 22 september i Norge

## Personer vid namn Kyrre
- Olav Kyrre (död 1093), kung av Norge 1067–1093
- Kyrre Grepp (1879–1922), norsk politiker